# Imling
 Imling  es una comuna       y población de Francia, en la región de Lorena, departamento de Mosela, en el distrito y cantón de Sarrebourg.
Su población en el censo de 1999 era de 653 habitantes.
Está integrada en la Communauté de communes de l'agglomération de Sarrebourg.

## Demografía
| 491 | 542 | 720 | 718 | 716 | 653 |
| Para los censos de 1962 a 1999 la población legal corresponde a la población sin duplicidades (Fuente: INSEE [Consultar]) |     |     |     |     |     |

- Datos: Q22274
- Multimedia: Imling / Q22274

1. ↑  Worldpostalcodes.org, código postal n.º 57400.
2. ↑  INSEE, Datos de población para el año 2012 de Imling (en francés).